# Дринско
Дринско (серб. Дринско / Drinsko) — село в общине Вишеград Республики Сербской Боснии и Герцеговины. Население составляет 56 человек по переписи 2013 года.